# Општина Островени (Долж)
Островени (рум. Ostroveni) општина је у Румунији у округу Долж.
Oпштина се налази на надморској висини од 40 m.